# West (krater)
För andra betydelser, se West.
West är en nedslagskrater med en diameter på 28 kilometer, på planeten Venus. West har fått sitt namn efter den brittiska författaren och journalisten Rebecca West.